# Solnetxni (Krasnodar)
|  | Per a altres significats, vegeu «Solnetxni». |

Solnetxni - Солнечный (rus) és un poble (un possiólok) del krai de Krasnodar, a Rússia. Es troba a la vora esquerra del riu Txelbas. És a 25 km al sud-est de Leningràdskaia i a 124 km al nord de Krasnodar.
Pertany al possiólok d'Obraztsovi.